# Eleonora Luthander
Eleonora Luthander, född Damjanovic 9 februari 1954 i Kruševac i Jugoslavien, död 25 augusti 2021 i Stockholm, var en svensk, kroatisk och serbisk författare, krönikör och översättare.

## Biografi
Luthander studerade vid ekonomiska fakulteten i Belgrad och tog civilekonomexamen där. Åren 1986–1994 var hon bosatt på den adriatiska ön Hvar i Kroatien där hon 1993 debuterade som författare med diktsamlingen Žvončići sreće.
Luthander publicerade över 30 böcker och översättningar, bland annat genom sitt svenska bokförlag Ord&Visor. Hon har översatt samtida svenska poeter till serbiska – Kristina Lugn, Bruno K. Öijer, Lukas Moodysson och Ulf Lundell – samt haikupoesi av Dag Hammarskjöld. Hennes diktsamlingar Diktogram och Vägen till Gdinj är listade i Svenska Akademins Nobelbibliotek.
Luthander var medlem i Sveriges författarförbund och Sveriges invandrarförfattares förbund, senare namnändrad till Sveriges internationella författarförening. Hon arbetade som krönikör på tidningen Sesam öppnar dörrar och Vänsterpress.
Hon medverkade ofta i poetry slam-tävlingar runt om i Sverige, både som tävlande och som arrangör. Luthander hämtade ofta inspiration från Japan; flera av hennes utgivna verk är japanska kortdikter, haiku. Luthander vek origamiblommor och skrev sina haikudikter på stjälkar. Hon förde samman haiku, origami och ikebana till sin egen Orikebana.
Hon var gift med journalisten Per Luthander 1975–1986. Hon har en dotter och en son som bor i Stockholm.

## Stil
Luthanders diktsamlingar beskrivs ofta med sinnesglädje och estradpoetisk energi. Poesin är rättfram och osminkad som stilistiskt för tankarna till bland annat Märta Tikkanen, Kristina Lugn och Bodil Malmsten. Luthanders dikter är friska, osentimentala och bildspråket är originellt och ibland drastiskt.

### Diktsamlingar på svenska
- 1998 - Vägen till Gdinj
- 1999 - Angantyr, ISBN 9188674819
- 2000 - Måncykel, ISBN 9188675238
- 2002 - 100% kärlek, ISBN 9189424611
- 2003 - Öfvre Östermalm, ISBN 9188675823
- 2005 - 33 blommor för Sandjusangendo, ISBN 9189424778
- 2007 - Diktogram, ISBN 9789185515257
- 2010 - Kranvatten, ISBN 9789186621056
- 2014 - Dubai haiku, diktsamling, ISBN 9789163749735
- 2017 - Orikebana, ISBN 9789163948251
- 2020 - Klimat haiku, ISBN 9789151943510
- 2021 - Ökenhörna, ISBN 9789188965455

### Diktsamlingar på andra språk
Kroatiska, serbiska och montenegrinska
- 1993 - Žvončići sreće, Split
- 1994 - Put u Gdinj, Split
- 2005 - Minut ćutanja, Belgrad, ISBN 8673430518
- 2005 - Hvarska prigovaranja, Belgrad, ISBN 8673430682
- 2006 - Ikebana, haiku, Belgrad, ISBN 8686335063
- 2006 - Mojim ustima, Belgrad, ISBN 867634079X
- 2008 - Kapital, Stockholm, ISBN 9789163322945
- 2009 - Medovina, Podgorica, ISBN 9788685817427
- 2011 - Česmovača, Stockholm
- 2012 - Cmokva, Podgorica
- 2015 - Ela Čevska, Podgorica, ISBN 9789163948268
- 2019 - Haiku bento, Stockholm

## Översättningar

### Från svenska till serbokroatiska
- 2005 - Dovidjenja i srećno! (Hej då ha det så bra!), Kristina Lugn, Belgrad
- 2006 - Izgubljena reč, (Det Förlorade Ordet), Bruno K. Öijer, Belgrad
- 2006 - Izmedju 16 i 26, (Mellan sexton och tjugosex), Lukas Moodysson, Belgrad
- 2007 - Vreme za ljubav, (Tid för kärlek), Ulf Lundell, Belgrad
- 2009 - Vrijeme za ljubav (Tid för kärlek), Ulf Lundell, "UKCG", Podgorica
- 2013 - Bergman i žene (Bergman och kvinnor), Alexandra Luthander, Stockholm

### Från serbokroatiska till svenska
- 2005 - Ögat är större än himmelen, serbiska poeter jag har mött (Oko je prostranije od neba, srpski pesnici koje sam upoznala) e bok, "Serum.se", Stockholm
- 2005 - Ögat är större än himmelen, (Poeziju će svi pisati), ”Gatos", Belgrad
- 2007 - Alla skall skriva poesi 2, (Poeziju će svi pisati 2), Stockholm
- 2008 - Alla skall skriva poesi 3, (Poeziju će svi pisati 3), Stockholm
- 2008 - Alla skall skriva poesi: serbiska poeter jag mött, (Poeziju će svi pisati: srpski pesnici koje sam upoznala), e bok, ”Serum.se", Stockholm
- 2010 - Brev från Serbien (Pisma iz Srbije), Slobodan Branković, Stockholm